# Luxury Liner
Luxury Liner es el cuarto álbum de estudio de la cantante estadounidense Emmylou Harris, publicado por la compañía discográfica Warner Bros. Records en diciembre de 1976. Al igual que su predecesor, Elite Hotel, alcanzó la primera posición de la lista de álbumes country de Billboard, en la que estuvo entre las semanas del 26 de febrero hasta la del 16 de abril de 1977. Sin embargo, no produjo ningún sencillo que alcanzase la primera posición: la posición más alta la alcanzó la versión del tema de Chuck Berry «(You Never Can Tell) C'est la Vie», que llegó a la sexta posición de la lista de sencillos country, así como la canción «Making Believe», que alcanzó la octava posición.

## Lista de canciones
Cara A
1. "Luxury Liner" (Gram Parsons) – 3:41
2. "Pancho and Lefty" (Townes Van Zandt) – 4:50
3. "Making Believe" (Jimmy Work) – 3:37
4. "You're Supposed to Be Feeling Good" (Rodney Crowell) – 4:01
5. "I'll Be Your San Antone Rose" (Susanna Clark) – 3:43

Cara B
1. "(You Never Can Tell) C'est la Vie" (Chuck Berry) – 3:27
2. "When I Stop Dreaming" (Ira Louvin/Charlie Louvin) – 3:15
3. "Hello Stranger" [with Nicolette Larson] (A.P. Carter) – 3:59
4. "She" (Gram Parsons/Chris Ethridge) – 3:15
5. "Tulsa Queen" (Emmylou Harris/Rodney Crowell) – 4:47

Temas extra (reedición de 2004)
1. "Me and Willie" (Laurie Hyde-Smith) – 5:16
2. "Night Flyer" (dúo con Delia Bell) (Johnny Mullins) – 3:33

## Personal
- Emmylou Harris: voz y guitarra acústica.
- Brian Ahern: guitarra acústica y guitarra eléctrica.
- Mike Auldridge: dobro.
- Dianne Brooks: coros.
- James Burton: guitarra eléctrica.
- Rodney Crowell: guitarra acústica, guitarra eléctrica y coros.
- Rick Cunha: guitarra acústica.
- Hank DeVito: pedal steel guitar.
- Emory Gordy, Jr.: bajo.
- Glen D. Hardin: piano, piano eléctrico y orquestación.
- Nicolette Larson: coros.
- Albert Lee: guitarra acústica, guitarra eléctrica, mandolina y coros.
- Dolly Parton: coros.
- Herb Pedersen: coros.
- Mickey Raphael: armónica.
- Ricky Skaggs: violín y mandolina.
- Fayssoux Starling: coros.
- John Ware: batería.

## Posicionamiento
| País           | Lista               | Posición |
| -------------- | ------------------- | -------- |
| Estados Unidos | Billboard 200       | 21       |
| Estados Unidos | Country Albums      | 1        |
| Países Bajos   | Dutch Albums Chart  | 3        |
| Suecia         | Swedish Albums Char | 18       |

| Sencillo                            | País           | Lista           | Posición |
| ----------------------------------- | -------------- | --------------- | -------- |
| «(You Never Can Tell) C'est La Vie» | Estados Unidos | Country Singles | 6        |
| «Making Believe»                    | Estados Unidos | Country Singles | 8        |